# Весткрик (Колорадо)
Весткрик (енгл. Westcreek) насељено је место без административног статуса у америчкој савезној држави Колорадо.

## Демографија
По попису из 2010. године број становника је 129, што је 24 (22,9%) становника више него 2000. године.
| Група             | 2000.       | 2010.       |
| Белци             | 101 (96,2%) | 119 (92,2%) |
| Афроамериканци    | 1 (1,0%)    | 0 (0,0%)    |
| Азијати           | 0 (0,0%)    | 3 (2,3%)    |
| Хиспаноамериканци | 2 (1,9%)    | 3 (2,3%)    |
| Укупно            | 105         | 129         |